# 李伯大夢

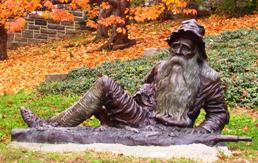
在紐約的瑞普·凡 温克尔雕像。

《李伯大夢》（英語：Rip van Winkle）是19世紀美国小说家华盛顿·欧文所写的短篇小说，收錄於歐文作品集《見聞札記》（1820年发表）中，其英文书名就是主角的名字。这篇故事的原型，来自于德国的民間传说《彼得·克勞斯》。
故事描述一位荷蘭裔美國村民瑞普·凡·温克尔（人稱李伯）在一次上山打獵時，因為喝了穿著荷蘭時代服裝的矮人的酒，在卡茲奇山上睡著，二十年後才醒來，發現小鎮已經人事全非了。他下山回家，看見自己的兒子、女兒都已經長大，就連妻子也早就過世了，他才恍然大悟。原來那些矮人們是山上的地精，他喝的是地精釀的仙酒，所以才一睡二十年。李伯錯過了1776年的美國獨立戰爭，李伯錯過了自己的人生，也錯過了時代。但樂天派的習性仍然為他贏得了村中長老的頭銜。
李伯大夢的故事，對美國社會產生了巨大的影響，李伯這個稱呼被形容是『晚於時代的人』(TIMES-LATER)，而在作者歐文晩年生活的紐約的艾文頓上，就設立了一座瑞普的青銅像。

## 情節概要

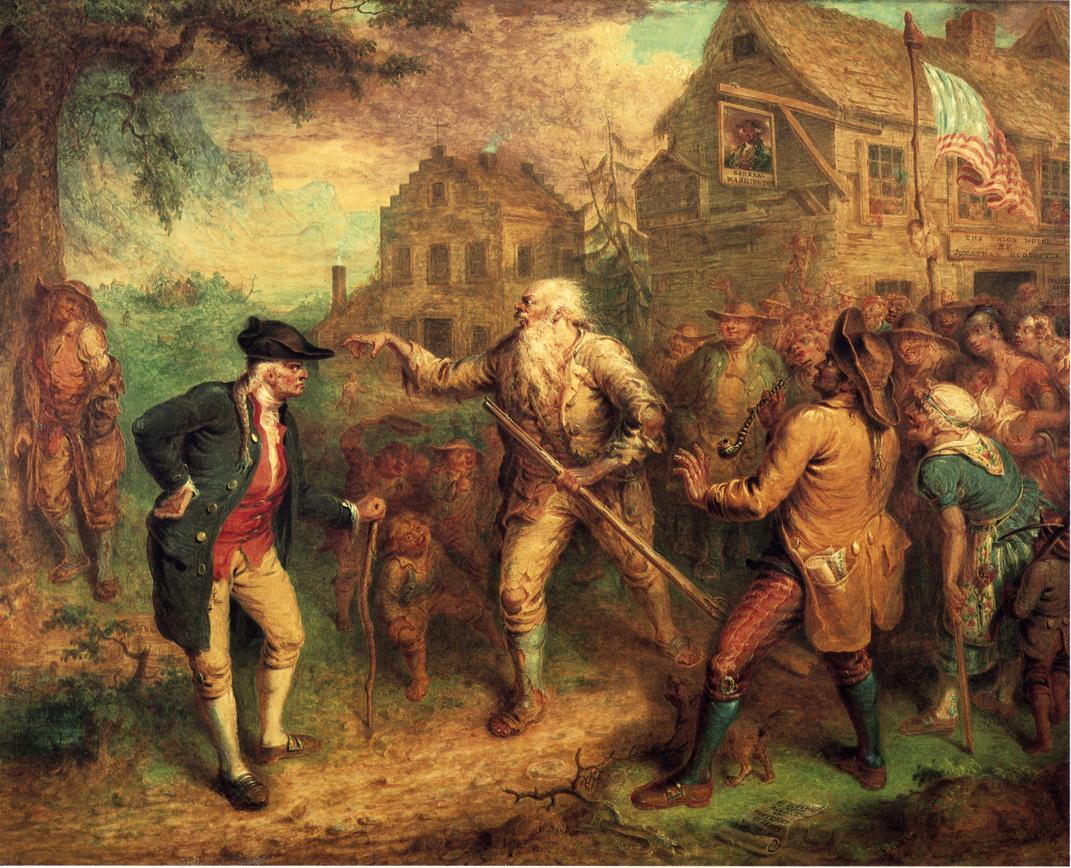
瑞普·凡 温克尔的歸來在小鎮居民中引起一陣騷動

在美國獨立之前，在新英格蘭地區的哈德遜河旁的卡茨基爾山腳下有一個住著荷蘭移民的村庄。村中住有一個叫李伯的懶散漢。李伯是一邊總是被惡妻大吼大叫，一邊又喜歡親近自然的樂天派農夫兼樵夫，喜歡幫助別人勝過做自己的事情。他的田地是全村最貧瘠的一塊田。
有一天李伯帶著愛犬去卡茲奇爾山中打獵，不小心越走越高而走到了森林深處，雲霧繚繞的卡茲其爾山頂。然後突然聽見有人叫他名字「李伯！李伯！」聲音在山間的峽谷中迴盪著。呼叫李伯的人，是一位他從未見過的老人。穿著早期荷蘭時代的服裝。他的背上揹著一個大酒桶。看他走路蹣跚的樣子，李伯不由得同情，伸手助他爬上河谷。李伯與他一起上山，走到一個像是廣場的地方。在那裡有一群穿著荷蘭早期服裝，留著白鬍子，看起來很不可思議的矮人們，正在玩著九柱戲的遊戲（类似保齡球的遊戲），矮人們都不發一語現場非常安靜。這些人看到老頭與李伯，即停止遊戲，不發一語，目光灼灼地看著李伯。跟李伯一起來的那個老人，示意李伯用大酒杯倒酒給他們，飲了他們帶來的酒之後，矮人們又默默開始玩遊戲。李伯趁這些人沒看見時，偷偷地嘗了一口矮人的酒，覺得酒香四溢，然後他一杯接著一杯，馬上就醉了，很快就睡著了。
當李伯一覺醒來時，發現身上的衣服都爛掉了，獵鎗也生鏽成了廢鐵，當他下山時，看到小鎮的樣子已經完全改變了，不僅全部的親友都已經老去，而且美國也早已獨立，元首從喬治三世換成了華盛頓。回家看見自己的兒子已經長大，就連妻子也早就過世了。他這短短的一覺，竟然在世間上，已經過了二十年。他才恍然大悟，原來那些穿著荷蘭時代服裝的矮人，是卡茨基爾山上的地精（Gnome），而他喝的是地精釀的仙酒，所以才會一睡二十年。他這一睡，不僅過了二十年，也睡過了頭，錯過1776年的美國獨立戰爭，這麼一來，讓他因此擺脫惡妻的恐怖統治，讓他欣喜若狂。靠著好人緣，李伯很快就成為村中的新的長老。也是見證舊時代歷史的活的歷史遺物。

## 創作緣起
1818年6月，華盛頓·歐文來到英國伯明罕拜訪姐姐莎拉一家，他和姐夫亨利·凡·沃特聊起了童年時期的回憶，突然間歐文有了靈感，便衝回房內寫作，他徹夜未眠，次日一早便向姐姐一家朗讀了這個故事，即是《李伯大夢》的初稿。

## 對世界的影響
李伯大夢的故事，對美國社會產生了巨大的影響，李伯這個稱呼被形容是『晚於時代的人』(TIMES-LATER)，而在作者歐文晩年生活的紐約的艾文頓上，就設立了一座李伯的青銅像。至今瑞普不僅成為美國的傳說人物，也變成「晚於時代的人」的代名詞。

## 類似作品
- 浦島太郎
- 美國隊長
- 王質遇仙
- 黃粱一夢
- 南柯一夢
- 莊子寓言

## 外部連結
- 維基文庫上《李伯大夢》的全文（英文）
- LibriVox中的公有领域有声书《Rip Van Winkle》